# Meditatie over de dood
Meditatie over de dood (Pali: marananussati) is het mediteren of het reflecteren over het thema van dood zijn of dood gaan, zoals dat in de diverse boeddhistische tradities gepraktiseerd wordt. Meditatie over het thema van dood is een van de fundamentele basis-vormen van boeddhistische meditatie, die vaak door de Boeddha aan monniken onderwezen werd. Ook Christelijke monniken beoefenen meditatie over de dood.

## Spirituele Urgentie
Een voornaam doel van meditatie over de dood is het voortbrengen van spirituele urgentie: "je weet niet wanneer je dood gaat, span jezelf daarom nu in, voordat het te laat is". Reflectie over de dood maakt vaak dat men meer gaat denken over wat nu werkelijk belangrijk in het leven is. Het maakt mensen vaak meer actief in hun spirituele praktijk.

## Doodgaan en Loslaten
Dood meditatie zorgt ervoor dat men zich herinnert dat men uiteindelijk alle bezittingen, zelfs het eigen lichaam en identiteit, los zal moeten laten. Frequente 'dood meditatie' zorgt ervoor dat iemand minder gehecht is aan en makkelijker afstand kan doen van wereldse bezittingen of belangen, waar men normaal gesproken sterk aan gehecht is.
Het overpeinzen van het feit dat uiteindelijk ieder wezen dood zal gaan, en dat dit een normaal natuurlijk gebeuren is, is verders ook een goede voorbereiding op de eigen dood; het maakt dat mensen vrede hebben met de (onvermijdelijke) dood. Een vredige en kalme dood heeft volgens de boeddhistische leer vaak een erg gunstige invloed op de kwaliteit van de komende wedergeboorte.

## Praktijk

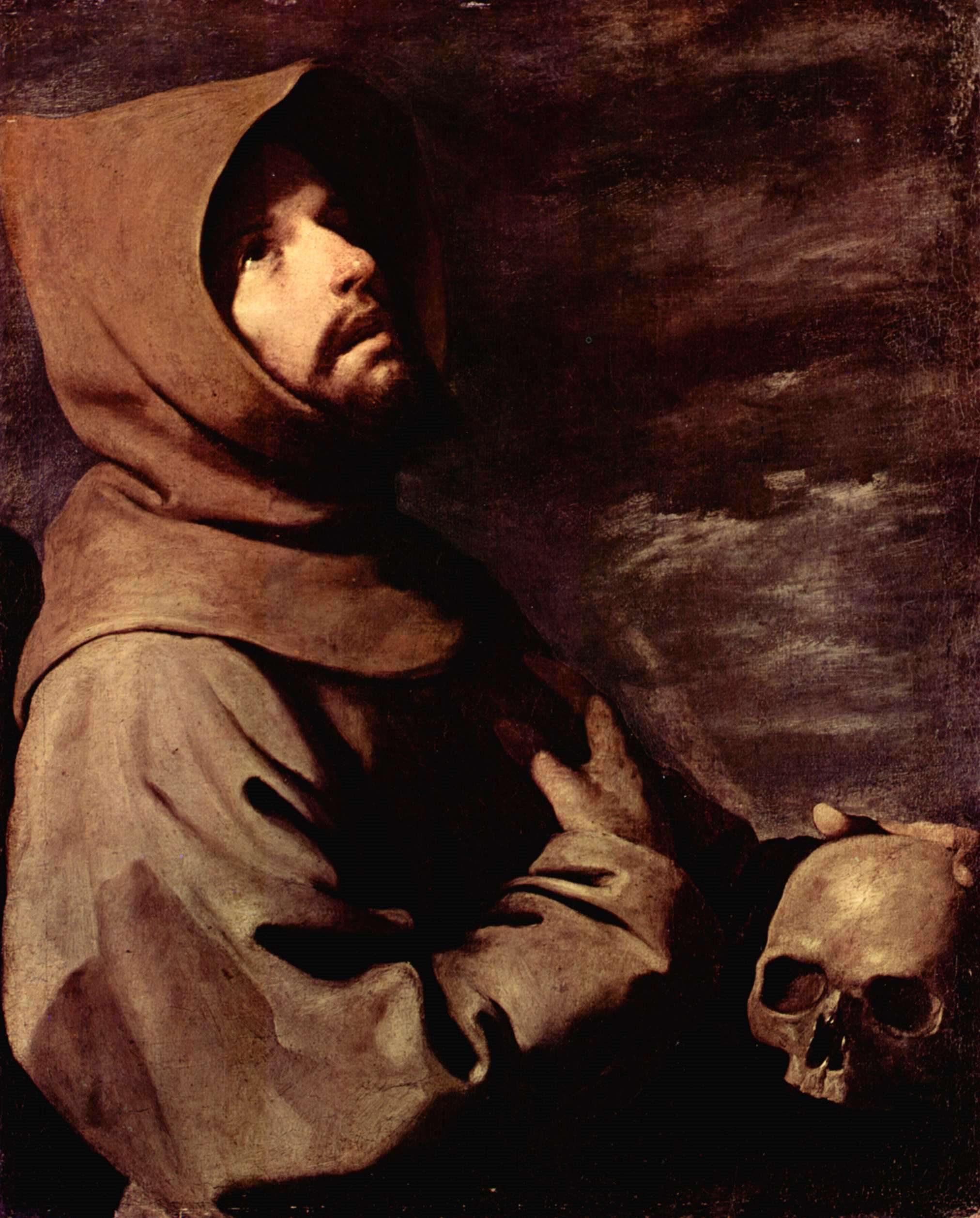
Christelijke monnik, mediterend over de dood

De meditatie over dood wordt vaak vooral door de boeddhistische monniken beoefend, omdat het loslaten van wereldse bezittingen voor monniken een grote rol in het leven speelt, en het een goede manier is om de interesse in het spirituele welzijn en einddoel te behouden.
Het zien van een dood lichaam is volgens de boeddhistische traditie een goede gelegenheid voor een reflectie over de dood. Het is hierbij essentieel dat men de conditie van het dode lichaam op het eigen lichaam kan betrekken: "Dit dode lichaam is van dezelfde natuur als mijn eigen lichaam. Mijn lichaam zal zijn zoals dit dode lichaam".
In sommige Aziatische landen lag een dood lichaam vroeger soms een paar dagen op een kerkhof voordat het begraven of verbrand werd. Sommige bhikkhus kozen er daarom voor om soms de nacht op een kerkhof door te brengen, omdat ze dan de kans hadden een dood lichaam te zien, en in stilte een langere periode in de nabijheid van een lijk konden doorbrengen.